# 마고메트 자파로프
마고메트 라자보비치 자파로프(러시아어: Магоме́д Раджа́бович Джафа́ров, 1976년 6월 18일~)는 러시아의 전직 유도 선수이다. 2000년 하계 올림픽과 2004년 하계 올림픽 남자 엑스트라라이트급에 참가했으며 유럽 선수권 대회에서 동메달 2개를 획득했다.